# スーパーSAT
『スーパーSAT』（スーパーサット）は、1990年1月6日から1994年9月24日まで仙台放送で放送された土曜昼の情報バラエティ番組。通称『スパサト』。

## 概要
毎週土曜 12:00 - 13:00（日本標準時）に放送。司会は、当初はさとう宗幸（宮城県育ちのシンガーソングライター）と浅見博幸（当時仙台放送アナウンサー）が務めていたが、後に三浦晴道と柳沢剛（当時仙台放送アナウンサー）に変更された。さらに1993年4月3日放送分をもって本間秋彦（宮城県のローカルタレント）と柳沢に変更され、番組タイトルも『スーパーSATマイルド』に改められた。
『スーパーSATマイルド』への改題後には、ゲストを招いてのワンルームバラエティ的な内容で放送。伊達倉家の四兄弟に扮した仙台放送のアナウンサーたちの家に、本間秋彦扮する本間ちゃん（長男・剛の友人）が「そこで○○さんに会っちゃって」や「今そこに○○さんがいて、連れてきちゃった」などと言ってはゲストを連れてくる形式をとっていたが、時間が経つにつれてこの設定は見られなくなった。姉妹たちがゲストと語り合っている間、柳沢扮する長男の剛と本間ちゃんが料理を作り、後ほどゲストと食べるという料理コーナーもあった。
本番組の終了後、本間と柳沢は『夕やけTV編集局』の司会に起用された。

## 出演者

### 歴代司会者
| 期間      | 期間      | 総合司会   | 進行アナウンサー |
| --------- | --------- | ---------- | ---------------- |
| 1990.1.6  | 1990.9.29 | さとう宗幸 | 浅見博幸         |
| 1990.10.6 | 1993.3.27 | 三浦晴道   | 柳沢剛           |
| 1993.4.3  | 1994.9.24 | 本間秋彦   | 柳沢剛           |

### レギュラー
- 松阪信行（松坂学園クッキングスクール学園長） - 料理コーナーを担当。